# Doamna Anastasia
Anastasia (n.după 1372 - d. 26 martie 1420) a fost fiica lui Lațcu, domnul Moldovei (1365 - 1373) și singura moștenitoare a acestuia.

## Biografie
Obiceiurile de atunci nu îngăduiau ca o femeie să se urce pe tron, dar nici ca moștenirea acestuia să treacă în mâini străine, atâta timp cât mai curge în vinele cuiva sângele foștilor stăpânitori. Așadar, la moartea tatălui ei, Anastasia trebuia măritată pe dată, spre a da Moldovei un Domn. De aceea, mama acesteia o căsătorește cu Iuga Coriatovici (menționat uneori și ca Yuri Koriatovich, Jurg Coriatovici sau Iurie Koriatovici), fiul ducelui Lituaniei.
Alexandru Vlahuță ne comunică o altă opinie privind-o pe Anastasia:
Lațcu moare în 1373. De la el nu rămân feciori, ci numai o fiică, Anastasia, pe care-o ia în căsătorie olteanul Roman, lăstar din ramura Mușatinilor, înrudită cu Basarabii.
Se pare că a făcut o confuzie, deoarece Anastasia a avut o fată, pe care o chema tot Anastasia, care a fost de fapt nevasta lui Roman Mușat.
Pe latura nordică a pronaosului bisericii Mănăstirii Bogdana, din Rădăuți se află mormântul Doamnei Stana (soția lui Bogdan al III-lea și mama lui Ștefăniță Vodă) și al Anastasiei, fiica lui Lațcu. Pe mormântul Anastasiei se află o lespede funerară cu următoarea inscripție:
Io Ștefan Voievod, Domnul Țării Moldovei, în anul 7005 (=1497) luna aprilie 11, am înfrumusețat acest mormânt străbunicii mele, cneajnei Anastasia, care a dat Coțmanul acestui locaș, fiica lui Lațcu Voievod. Ea a răposat în anul 6928 luna martie 26 (=1420).
Nicolae Iorga se referă la ea cu următoarele cuvinte:
Fiica lui Lațcu, Anastasia, despre care s’a crezut că ar fi soția lui Iurg Litvanul, și e mama acelei Anastasia care a fost soția lui Roman-Vodă și mama lui Alexandru-cel-Bun (astfel s’ar lămuri și ingroparea la Rădăuți numai a vechii dinastii și, apoi, mai ales a neamului lui Roman), se strădui pentru înzestrarea gropniței domnești, căreia-i închină satul Coțmanii, din țara nouă, de curând adausă la Moldova, a Sepenicului.
Alexandru D. Xenopol, la rândul său, scrie că:
Pe o inscripție din Rădăuți, cetim:  Ioan Ștefan Voevod în anul 7005, au mai înfrumusețat acest mormînt strămoașei sale Maria, fata Anastasiei, care a dat Coțmanii acestui sînt lăcaș, fiica lui Lațcu Vodă.
Într-un document emis la 6 iulie 1413 (al cărui original se află în « Archiwum Glowne Akt Dawnych » (Arhiva Centrală a Actelor vechi) din Varșovia, Alexandru cel Bun i-a dăruit Anastasiei domeniul Coțmani, cu condiția ca la moartea ei să-l lase lăcașului de la Rădăuți, unde erau îngropați vechii domni ai Moldovei.

## Presupusul portret al Anastasiei
În partea stângă a pronaosului, pe peretele lângă care se află mormântul Anastasiei, fiica lui Lațcu și soacra lui Alexandru cel Bun, decedată la 26 martie 1420, este pictată o femeie încoronată ținând un filacter și fiind condusă de Fecioara Maria înaintea lui Iisus, lângă care se află Sf. Nicolae, patronul bisericii. Se presupune că această femeie poate fi, cel mai probabil, Anastasia, fiica lui Lațcu Vodă, care a dăruit bisericii lui Bogdan I satul Coțmani. Este posibil ca acesta să fie cel mai vechi portret pictat al unei femei, cunoscut în Moldova, deoarece a putut fi executat numai după anul 1415 dar, în orice caz, înainte de 26 martie 1420.